# Pegomya crassicauda
Pegomya crassicauda este o specie de muște din genul Pegomya, familia Anthomyiidae, descrisă de Stein în anul 1900. Conform Catalogue of Life specia Pegomya crassicauda nu are subspecii cunoscute.